# Sommancourt
Sommancourt ist eine französische Gemeinde mit 55 Einwohnern (Stand: 1. Januar 2022) im Département Haute-Marne in der Region Grand Est. Sie gehört zum Arrondissement Saint-Dizier und ist Mitglied im Gemeindeverband Communauté d’agglomération du Grand Saint-Dizier, Der et Vallées.

## Geografie
Die Gemeinde Sommancourt liegt auf der Hochfläche zwischen den parallel nach Norden führenden Flüssen Blaise und Marne, 21 Kilometer südsüdöstlich von Saint-Dizier. Sie ist umgeben von folgenden Nachbargemeinden:
|          | Troisfontaines-la-Ville                     |           |
| Magneux  | Kompassrose, die auf Nachbargemeinden zeigt | Maizières |
| Valleret | Fays                                        |           |

## Bevölkerungsentwicklung

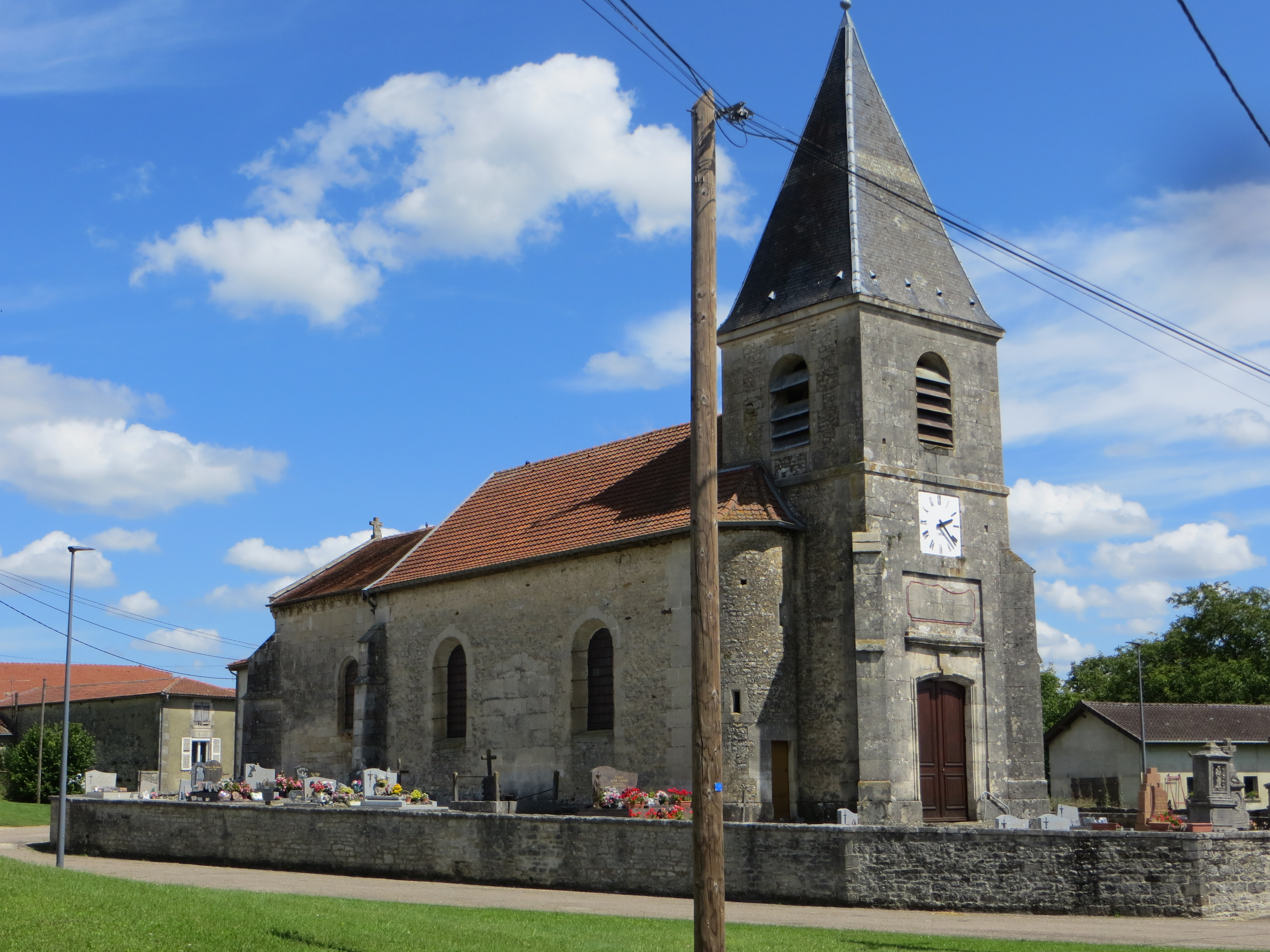
Kirche Saint-Bénigne in Sommancourt

| Jahr                       | 1962 | 1968 | 1975 | 1982 | 1990 | 1999 | 2008 | 2019 |
| -------------------------- | ---- | ---- | ---- | ---- | ---- | ---- | ---- | ---- |
| Einwohner                  | 85   | 86   | 71   | 64   | 58   | 54   | 56   | 60   |
| Quellen: Cassini und INSEE |      |      |      |      |      |      |      |      |